# Tankmonument (M4A1 Sherman, La Roche-en-Ardenne)

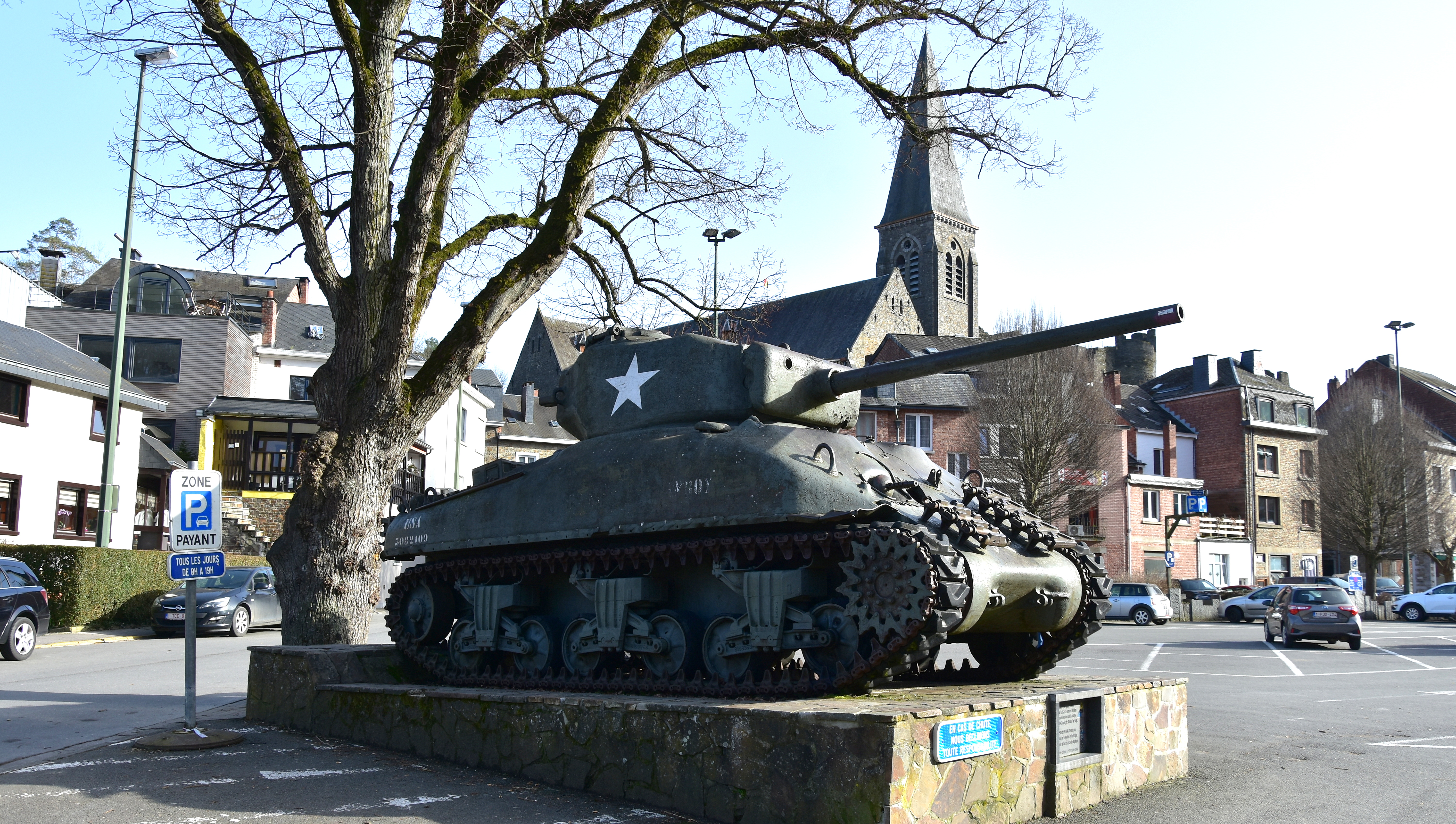
Tankmonument M4A1 Sherman in La Roche-en-Ardenne

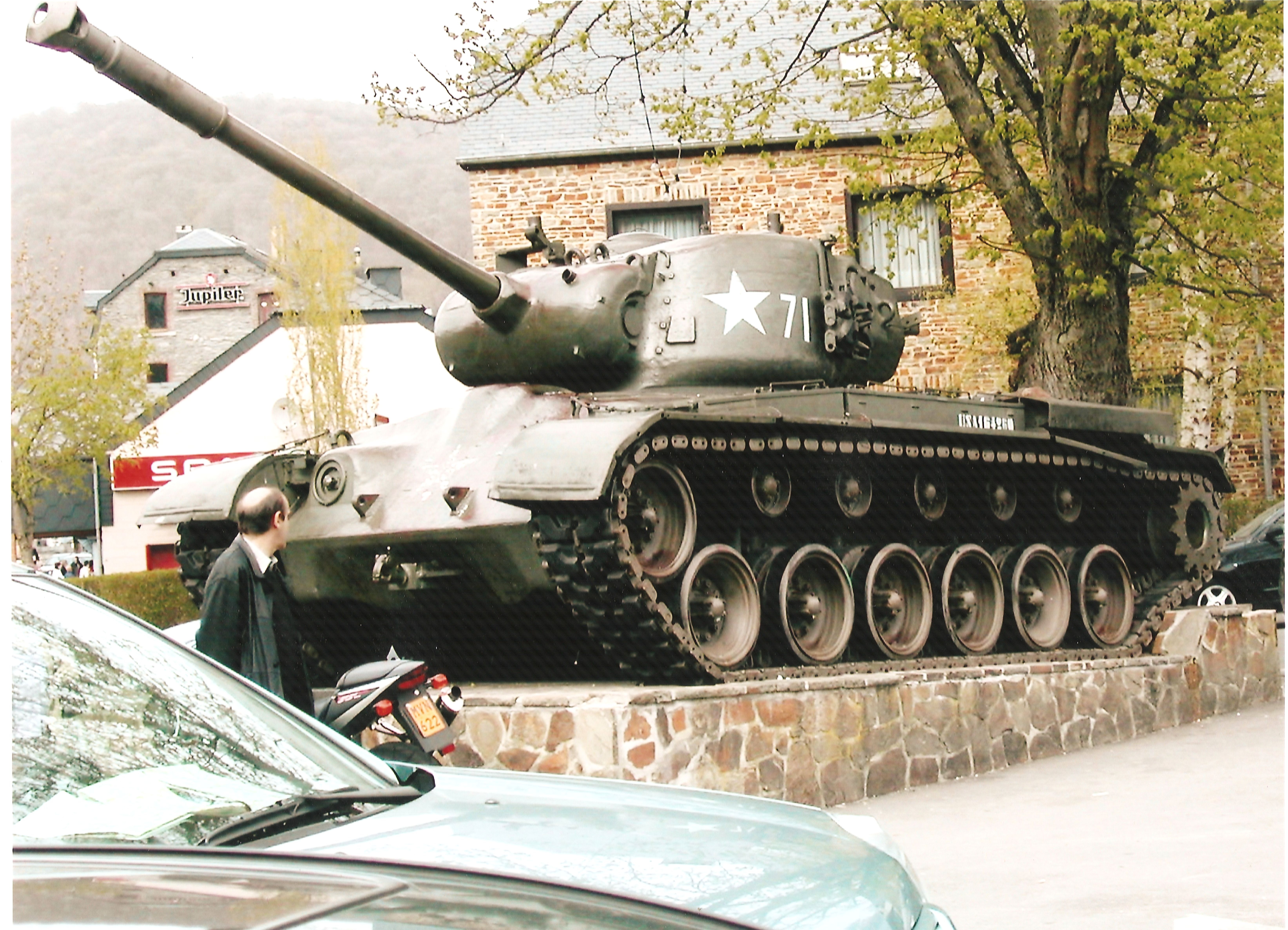
De M46 Patton in 2003

Het Tankmonument is een oorlogsmonument in de Belgische stad La Roche-en-Ardenne. Het tankmonument staat aan de Quai du Gravier in het midden van de plaats op een plein, uitkijkend over de Ourthe. De tank is van het type M4A1 Sherman en deze specifieke tank had als bijnaam AMBOY. De Sherman-tank verving in 2004 de M46 Patton die in 1990 door de infanterieschool in Arlon aan La Roche werd geschonken.
In La Roche is er nog een tweede tankmonument, het 17pdr SP Achilles tankmonument dat aan de overzijde van het water hoog op de helling staat.

## Geschiedenis
Tijdens de Tweede Wereldoorlog werd La Roche-en-Ardenne grotendeels verwoest tijdens de Slag om de Ardennen. Op 11 januari 1945 werd La Roche bevrijd door de Britten en de Amerikanen.
Op 17 december 2004 werd dit oorlogsmonument ter gelegenheid van het 60-jarig jubileum van de Slag om de Ardennen opgericht door een cavalerieregiment van het Belgische leger. Dit was specifiek ter ere van de 2e en 3e Amerikaanse Pantserdivisies, die een aandeel hadden gehad in de bevrijding van La Roche.

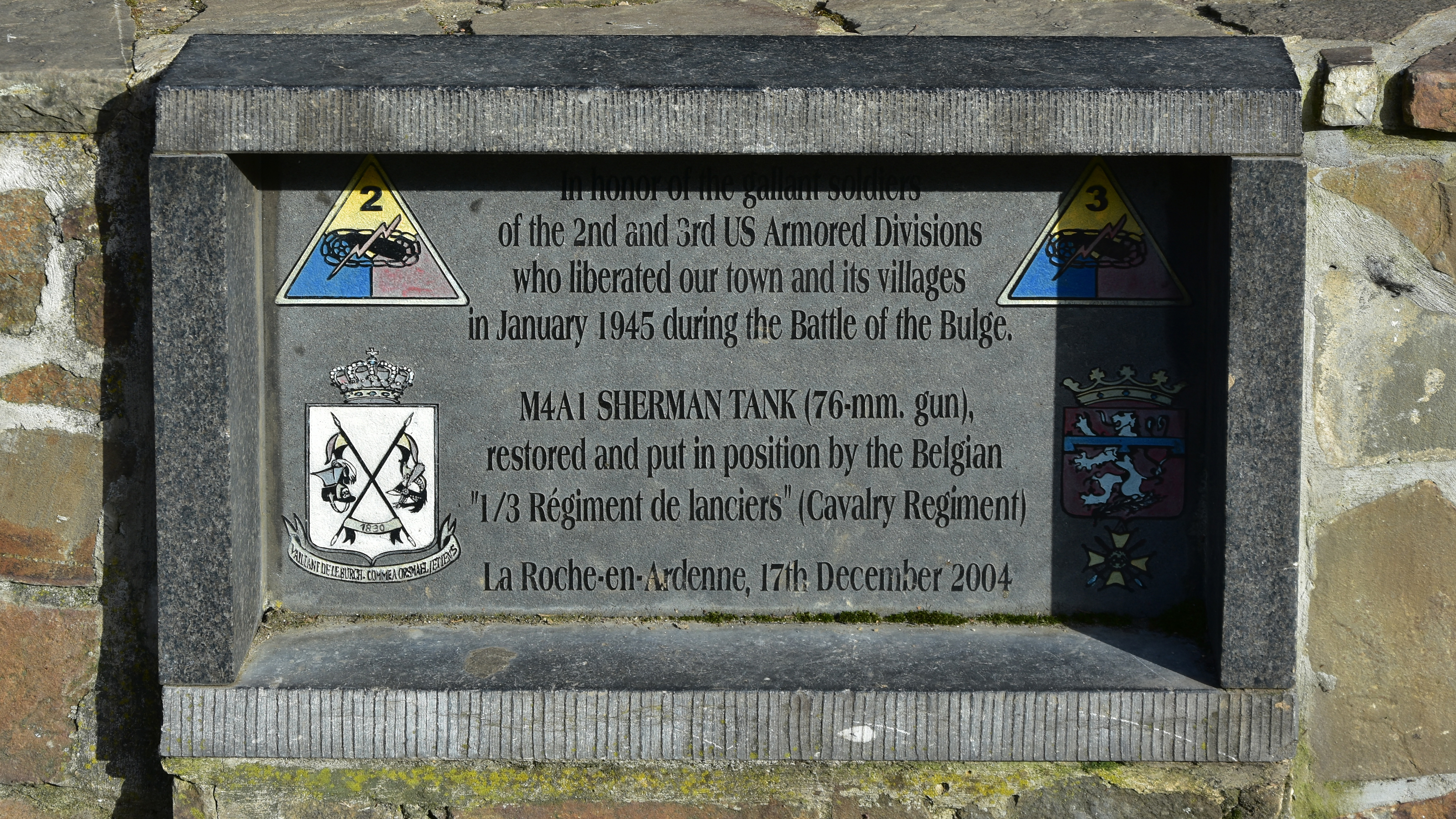
De plaquette

Op een toelichtende plaquette staat het volgende te lezen:
"In honor of the gallant soldiers of the 2nd and 3rd US Armored Divisions who liberated our town and its villages in January 1945 during the Battle of the Bulge.
M4A1 SHERMAN TANK (76-mm. gun), restored and put in position by the Belgian “1/3 Régiment de lanciers” (Cavalry Regiment)
La Roche-en-Ardenne, 17th December 2004"